# Nyt (singolo)
Nyt è il secondo singolo della cantante finlandese Katri Ylander estratto dal suo terzo album Valvojat.